# Bangubangu jezik
Bangubangu jezik (ISO 639-3: bnx; bangobango, kibangobango, kibangubangu), nigersko-kongoanski jezik i centralne skupine bantu jezika iz zone L, kojim govori 171 000 ljudi (1995 SIL) u DR Kongu u provinciji Maniema. 
Pobliže se klasificira uz još četiri jezika podskupini songye (L.20). Njegovi dijalekti bangubangu, mikebwe, kasenga, nonda, hombo i sanzi možda su posebni jezici. Leksički mu je najbliži hemba [hem].

## Vanjske poveznice
- Ethnologue (14th)
- Ethnologue (15th)